# Muschrif
Der Muschrif (arabisch مشرف‎) war ein hoher islamischer Staatsbeamter.

## Etymologie
Das arabische Wort مشرف / mušrif, mit Artikel al-mušrif, bedeutet wörtlich Aufseher, Kontrolleur.

## Beschreibung
Der Muschrif war ein Verwaltungsbeamter in verschiedenen islamischen Staaten. Dieses Amt bestand vorrangig unter dem Kalifat der Abbassiden, wurde aber auch in dessen Nachfolgestaaten wie beispielsweise bei den Ghaznawiden, Seldschuken, Ayyubiden und Mameluken weiter verwendet. Es war aber auch im Maghreb und selbst auf dem indischen Subkontinent im Sultanat von Delhi anzutreffen. Die Doppelfunktion des Amtes wurde aber nicht überall auf gleiche Weise gehandhabt. Auf dem muslimischen Menorca war der Muschrif ein Steuereintreiber wie z. B. Abu Uthman Said ibn Hakam al-Quraschi, der spätere almohadische Raʾīs von Menorca.